# Rzesza (gmina Suderwa)
Rzesza (lit. Riešė) – kolonia na Litwie, w okręgu wileńskim, w rejonie wileńskim, w gminie Suderwa, przy autostradzie A2.

## Historia
Pod zaborami i w II Rzeczypospolitej zaścianek. W XIX i w początkach XX w. położona była w Rosji, w guberni wileńskiej, w powiecie wileńskim, w gminie Rzesza. Po I wojnie światowej pod administracją polską, w Zarządzie Cywilnym Ziem Wschodnich. W latach 1920–1922 w składzie Litwy Środkowej.
Od 11 kwietnia 1922 leżała w Polsce, w województwie wileńskim, w powiecie wileńsko-trockim, w gminie Rzesza.
Po II wojnie światowej w granicach Związku Sowieckiego. Od 1991 na niepodległej Litwie.